# 魏特斯韦勒
魏特斯韦勒是德国莱茵兰-普法尔茨州的一个市镇。总面积4.52平方公里，总人口483人，其中男性250人，女性233人（2011年12月31日），人口密度107人/平方公里。